# El Terrero, Jilotlán de los Dolores
El Terrero är en ort i Mexiko.   Den ligger i kommunen Jilotlán de los Dolores och delstaten Jalisco, i den södra delen av landet, 400 km väster om huvudstaden Mexico City. El Terrero ligger 533 meter över havet och antalet invånare är 192.
Terrängen runt El Terrero är kuperad åt sydost, men åt nordväst är den platt. Terrängen runt El Terrero sluttar österut. Runt El Terrero är det glesbefolkat, med 16 invånare per kvadratkilometer. Närmaste större samhälle är Tepalcatepec, 12,8 km söder om El Terrero. I omgivningarna runt El Terrero växer huvudsakligen savannskog.